# نقص التصبغ
نقص التصبغ هو نقصان في لون الجلد. تحدث هذه الظاهرة نتيجة استنزاف الخلايا الميلانينية بسب نقص في الحمض الأميني تايروسين والذي يستخدم في صنع الميلانين.